# Anscheinswaffe

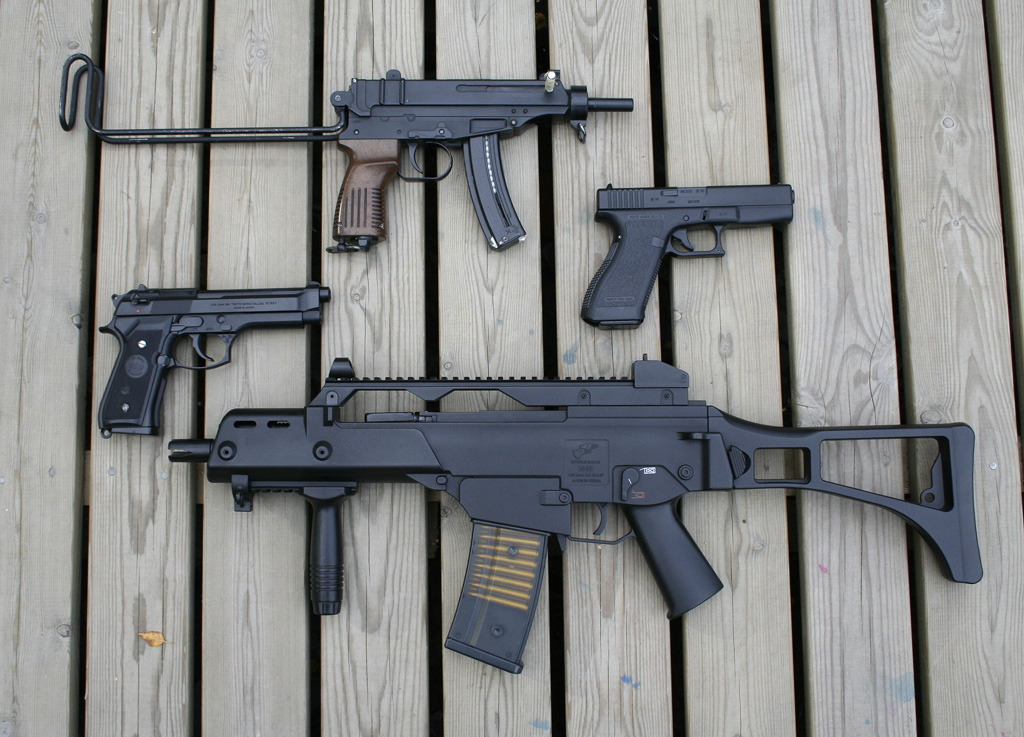
Beispiel für Anscheinswaffen: Softairwaffen als Replikate echter Feuerwaffen

Anscheinswaffe ist ein Begriff aus dem deutschen Waffenrecht. Damit werden Gegenstände bezeichnet, die echten Schusswaffen täuschend ähnlich sehen.

## Deutschland
Nach Anlage 1 Abschnitt 1 Unterabschnitt 1 Nr. 1.6 Waffengesetz sind Anscheinswaffen „Schusswaffen, die ihrer äußeren Form nach im Gesamterscheinungsbild den Anschein von Feuerwaffen hervorrufen und bei denen zum Antrieb der Geschosse keine heißen Gase verwendet werden. Hierzu zählen auch Nachbildungen von solchen Schusswaffen oder unbrauchbar gemachte Schusswaffen. Ausgenommen sind Gegenstände, die erkennbar nach ihrem Gesamterscheinungsbild zum Spiel oder für Brauchtumsveranstaltungen bestimmt sind oder die Teil einer kulturhistorisch bedeutsamen Sammlung sind oder werden sollen oder Schusswaffen, für die eine Erlaubnis zum Führen erforderlich ist. Erkennbar nach ihrem Gesamterscheinungsbild zum Spiel bestimmt sind insbesondere Gegenstände, deren Größe die einer entsprechenden Feuerwaffe um 50 Prozent über- oder unterschreiten, neonfarbene Materialien enthalten oder keine Kennzeichnungen von Feuerwaffen aufweisen.“
Nach § 42a Abs. 1 Nr. 1 Waffengesetz dürfen Anscheinswaffen nicht in der Öffentlichkeit geführt werden. Sie müssen in einem verschlossenen Behältnis, nicht zugriffs- und nicht schussbereit, transportiert werden. Ausnahmen für Hieb- und Stoßwaffen und Einhandmesser gelten unter anderem im Fall der Berufsausübung, des Sports, für Brauchtumsveranstaltungen (z. B. Umzüge) sowie bei Foto- und Videoaufnahmen und bei Theaterveranstaltungen. Ein Verstoß dagegen ist eine Ordnungswidrigkeit und kann mit einer Geldbuße bis zu zehntausend Euro geahndet werden.
Zweck der Regelung ist es, die von Anscheinswaffen auf dritte Personen ausgehende erscheinende Bedrohung zu verhindern. Zudem soll ein potentieller daraus resultierender Missbrauch von Anscheinswaffen verhindert werden, zum Beispiel bei einem Überfall mit einer falschen Pistole. Auch Ordnungsbehörden und Polizei sollten dadurch die von einer Waffe oder einem ähnlichen Gegenstand ausgehende Gefahr besser einschätzen können.
Unter den Begriff der „Anscheinswaffe“ fallen Modellwaffen, zum Teil auch Softairwaffen und Spielzeugwaffen. Damit bewirkt das Waffengesetz ein Verbot des Airsoft-Spiels außerhalb des befriedeten Besitztums.

## Großbritannien
In Großbritannien wurde in einem 2006 verabschiedeten Gesetz (Violent Crime Reduction Act 2006) die Herstellung, die Einfuhr und der Besitz von Anscheinswaffen verboten. Diese Waffen werden in Großbritannien als Realistic Imitation Firearms (RIF) bezeichnet.